# Little Salmon/Carmacks First Nation

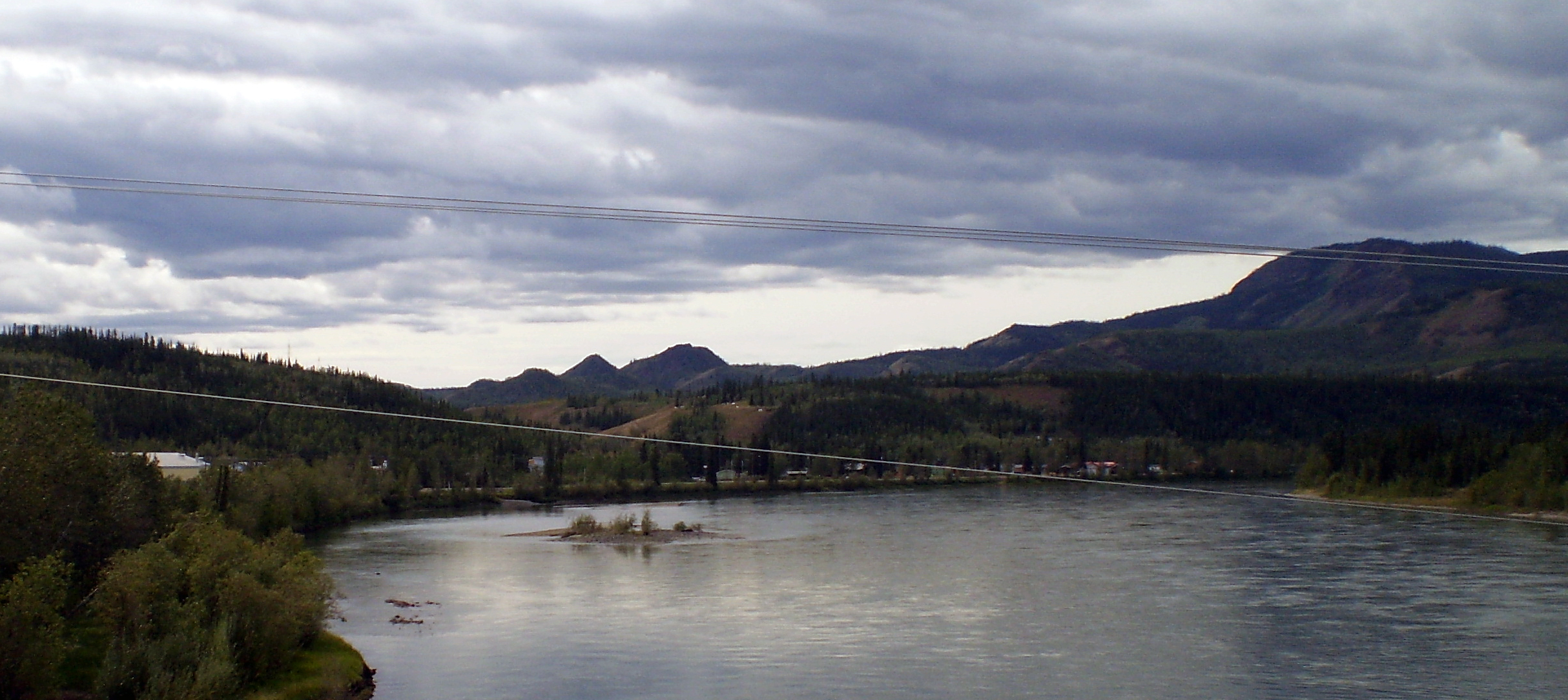
Blick von der Yukon-Brücke auf Carmacks

Die Little Salmon/Carmacks First Nation ist eine der First Nations im kanadischen Yukon, deren meisten Mitglieder in Carmacks leben. Sie sind Nachfahren der hier vorher ansässigen Northern Tutchone und gehören somit sprachlich und geographisch zu den Nördlichen Athapasken. Sie bezeichnen sich selbst als Tagé Cho Hudän („Volk am Großen Fluss“).
Der heutigen First Nation gehören Nachfahren von ca. 11 Lokalgruppen an, die in einem Gebiet streiften, das das heutige Carmacks, den Little Salmon Lake, Big Salmon Lake, Tatchun Lake, Tetlʼámǟn (vormals Tatlmain Lake) und den Nordenskiold River umfasste. Die sprachlich-kulturell eng verwandten Southern Tutchone kannten zwei Lokalgruppen unter den Namen Äyan Kwächʼǟn (Carmacks-Volk) und Gyǘ Shäw Chù Kwächʼǟn ("Big Salmon River"-Volk).
Zur Little Salmon/Carmacks First Nation rechnete das Department of Indian Affairs and Northern Development im Dezember 2009 genau 597 anerkannte Indianer. Der Stamm selbst gibt die Zahl seiner Angehörigen mit 630 an.

## Geschichte

### Frühgeschichte
Früheste Lebensgrundlage waren die Karibuherden, aber auch Elche, Schafe und Murmeltiere, Hasen und Alaska-Pfeifhasen. Dazu kamen Vögel und Fische, vor allem Lachs. Sie legen einen fast 4000 km langen Weg über den Yukon River zurück. Auch leben hier Grizzly-Bären, Wölfe, Kojoten und Luchse. 
Das raue Klima erforderte ein halbnomadisches Leben, bei dem Familien in Frühjahrs- und Sommerlagern zum Fischen zusammenkamen, aber auch im kurzen Herbst, um zu jagen. Die frühen Gruppen lebten in Unterkünften aus Zweigen, Geäst und Fellen. Auch die Kleidung war dem Klima angepasst. 
Die Beziehungen zu den Nachbargruppen festigten sie durch regelmäßige Handelskontakte und gemeinsame Feierlichkeiten sowie durch verwandtschaftliche Bande. Auch ähnelte sich ihre Sicht der Welt und ihr Verhältnis zu ihrer Umgebung. Schamanen taten sich als Heiler hervor und waren für die Kontaktaufnahme mit spirituellen Mächten zuständig. Sie halfen auch beim Auffinden von Jagdbeute. 
Während der weniger günstigen Zeiten des Jahres zogen kleine Familienverbände, die ihrem jeweiligen Wanderzyklus mit einigen Abweichungen jedes Jahr folgten, durch das gesamte traditionelle Gebiet. 
Der Pelzhandel kam bereits kurz nach 1800 durch die Tlingit zu den Nachbarn im südlichen Yukon, die damit den lokalen Handel erstmals an den Welthandel banden. Damit kamen einige europäische Waren, wie Gewehre, Metallwaren, Äxte, Messer, aber auch Tabak, Tee, Zucker und Mehl auch zu den Gruppen, die später die Little Salmon/Carmacks First Nation bildeten.

### Klondike-Goldrausch
George Carmack, nach dem Carmacks benannt ist, fand 1893 Kohle bei Tantalus Butte (vor Ort Coal Mine Hill genannt) unweit des heutigen Ortes Carmacks. Er begann Kohle am Südufer des Yukon River abzubauen und errichtete einen Handelsposten. Carmack entdeckte zusammen mit Skookum Jim und Tagish Charlie 1896 Gold und löste damit den Klondike-Goldrausch aus. 

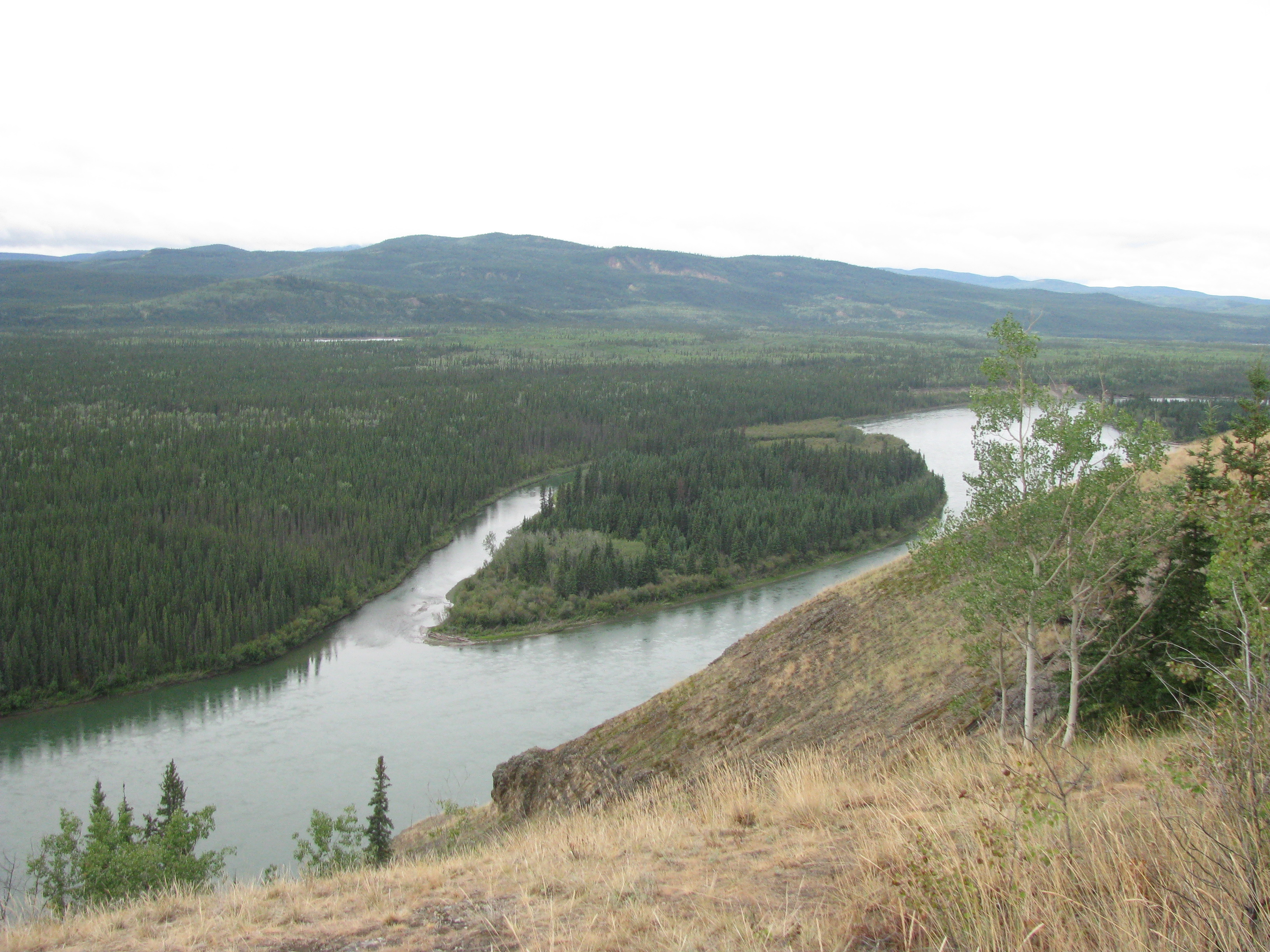
Eine Insel im Yukon bei Carmacks

Als dieser 1897, vor allem aber 1898 über die dünn besiedelte Region hereinbrach, strömten rund 100.000 Menschen zu den Goldfeldern. Die meisten von ihnen kamen vom Pazifik her über die beiden einzigen Pässe. Am Lindeman Lake oder am Bennett Lake bauten sie Flöße und Boote, um die 800 km bis Dawson zu überwinden. Im Mai 1898 fuhren rund 7.000 Boote den Yukon abwärts am Gebiet des Stammes vorbei.
In Carmacks lebten bald weiße Familien, die die Anwesenheit der Indianer in der Umgebung des Dorfes immer weniger duldeten. So beklagten sich 1905 Einwohner über Kampierende innerhalb der Dorfgrenzen, woraufhin das zuständige Indianerministerium (Department of Indian Affairs) im folgenden Jahr ein Reservat bestimmte, das jedoch erst 1926 eingerichtet wurde (Carmacks no. 10). Little Salmon wurde erst 1956 ein Reservat (Little Salmon River no. 10). Dabei wurden die Indianer so stark von der englischsprachigen Kultur ferngehalten, dass noch 1932 festgestellt wurde, dass bestenfalls zwei Ältere aus der Carmacks-Gruppe mehr als das allereinfachste Englisch verstanden. 1950 gehörten von den Bewohnern von Carmacks 133 der Anglikanischen, nur 3 der Katholischen Kirche an.

### Alaska Highway, Assimilierungspolitik
1942 begann der Bau des Alaska Highway. Die Bevölkerung von Whitehorse stieg sprunghaft von 700 auf 25.000 an, 1953 wurde der Ort Hauptstadt des Territoriums und löste damit Dawson ab. 1968 entstand der Robert Campbell Highway, der Carmacks mit Watson Lake am Alaska Highway verband.
In Carmacks eröffnete die Anglikanische Kirche eine Schule, die nur von Indianerkindern besucht wurde, eine sogenannte Residential School. Um 1940 arbeitete dort ein Lehrer namens Brownlee. Einige Schüler aus Carmacks gingen in die Schule nach Carcross, deren Einzugsbereich über Whitehorse bis in den Norden nach Old Crow reichte.

### Landansprüche und Selbstregierung
Das Tagé Cho Hudän Interpretive Centre, eine Mischung aus Touristeninformation, Museum und Archiv wurde 1996 eröffnet.
1998 schloss die First Nation nach langen Verhandlungen einen Vertrag mit dem Territorium und der Bundesregierung in Ottawa, der die Nutzungsrechte an ihrem traditionellen Territorium regelte.

## Jüngste Geschichte
Bei der Volkszählung von 2006 nannten 325 der 425 Einwohner von Carmacks Aboriginal identity, waren also Angehörige der „Ureinwohner“.
Seit 2007 baut Yukon Energy eine Stromleitung von Carmacks nach Stewart Crossing, die Pelly Crossing bereits erreicht hat. Ein Abzweig zur Minto-Mine ist seit November 2008 in Betrieb, die Fortsetzung bis Stewart Crossing war Ende 2010 noch im Bau.
Bei der letzten Wahl zum Häuptling am 13. Januar 2009 gewann Eddie Skookum, der den Vertrag von 1998 unterzeichnet hatte, mit 128 Stimmen knapp gegen George Skookum mit 123 Stimmen.